# Elachista zonulae
Elachista zonulae is een vlinder uit de familie grasmineermotten (Elachistidae). De wetenschappelijke naam is voor het eerst geldig gepubliceerd in 1992 door Sruoga.
De soort komt voor in Europa.